# Astro Bot
Ne doit pas être confondu avec Astro Boy.
Astro Bot est un jeu de plateforme développé par Team Asobi et publié par Sony Interactive Entertainment, sorti le 6 septembre 2024 sur PlayStation 5. Il s'agit de la suite du jeu Astro's Playroom sorti en 2020 et du troisième jeu de la série Astro Bot.
Très bien accueilli par la critique, le jeu remporte notamment en 2024 les Game Awards du jeu de l'année, ainsi que les prix de la meilleure réalisation, du meilleur jeu d'action-aventure et du meilleur jeu familial.

## Système de jeu
Astro Bot est un jeu de plateforme 3D dans lequel le joueur contrôle le personnage principal, un petit robot nommé Astro Bot, grâce à l'utilisation de la manette de la PlayStation 5, la DualSense. L'ensemble des mouvements de base d'Astro est identique à celui des jeux précédents, conservant sa capacité à sauter, à planer, à frapper et à attaquer en tournoyant. L'habileté de nager sous l'eau revient après avoir été absente dans Astro's Playroom.
Le jeu propose plus de 80 niveaux, répartis sur six galaxies et 50 planètes. Chacun des niveaux est divisé en trois niveaux de difficulté différents : Facile, Normal et Difficile. Les niveaux de l'histoire principale relèvent principalement de la difficulté facile/normale, tandis que les étapes de défi facultatives relèvent principalement de la difficulté difficile. Chaque niveau contient également un indicateur de difficulté, qui est mis en évidence avant d'entrer dans le niveau. La traversée entre ces galaxies s'effectue grâce au « Dual Speeder », un vaisseau spatial en forme de manette DualSense de la PlayStation 5. Le Dual Speeder est contrôlé en maintenant les gâchettes analogiques enfoncées et en inclinant physiquement le DualSense.
Similaire à Rescue Mission, il y a 300 robots qui peuvent être sauvés et recrutés au total. Les « VIP Bots » (bots à collectionner qui font référence à divers personnages PlayStation dans leur apparence visuelle) peuvent également être sauvés et recrutés. Il y aura plus de 150 robots VIP à trouver, et d'autres arriveront via des mises à jour DLC gratuites,. Il est dit que de nombreux personnages de l'histoire profonde de PlayStation peuvent être sauvés dans les niveaux de défi du jeu. Tous les robots qui ont été collectés peuvent être visualisés dans un emplacement centralisé décrit comme un musée, où ils peuvent être vus et avec lesquels il est possible d'interagir.
Astro a accès à 15 nouvelles capacités, chacune ressemblant à un animal. Elles s'attachent sur lui et améliorent à la fois ses possibilités de déplacement et de combat. Certaines de ces nouvelles habiletés incluent Barkster the Bulldog Booster, qui donne à Astro la possibilité de dasher à travers les ennemis et le sol, et les gants Twin-Frog, qui permettent à Astro de frapper les ennemis à distance et de se balancer/lancer sur certaines surfaces. Les combats de boss présents à la fin de chaque galaxie se déroulent à l'aide de ces compétences.
Le jeu propose une sélection de paramètres d'accessibilité, qui incluent la possibilité de jouer au jeu avec un seul stick analogique (avec des commandes de caméra provenant d'une seule pression d'un bouton), la prise en charge du contrôleur PlayStation Access et la possibilité de désactiver les commandes gyroscopiques.
Astro Bot est quatre fois plus long qu'Astro's Playroom et ne contient aucune microtransaction.

## Développement
Le développement d'Astro Bot a commencé presque immédiatement après l'achèvement d'Astro's Playroom et a pris environ trois ans avec une équipe de développement d'environ 60 personnes. Il s'agirait du plus grand jeu développé par Team Asobi,. Contrairement à ses prédécesseurs Astro Bot Rescue Mission et Astro's Playroom, Astro Bot a été nommé sans aucun sous-titre. Nicolas Doucet, le directeur du jeu, explique que le raisonnement derrière cela était de signifier un nouveau départ pour la série Astro Bot.
Dans une interview avec le magazine Edge, Doucet a déclaré que lui et Team Asobi avaient envisagé de donner au jeu une structure en monde ouvert, mais ont finalement décidé de se concentrer davantage sur une structure basée sur des niveaux plus classiques. Il note que la raison derrière cette décision était « parce que c'était celle qui nous donnait le plus de contrôle sur la variété du jeu. ». Afin de rendre le jeu accessible aux joueurs de tous niveaux, la difficulté de chacun des niveaux d'Astro Bot a été prise en considération. Les niveaux principaux ont été conçus pour être relativement faciles, permettant à chacun de terminer le jeu quelles que soient leurs facilités. Les niveaux optionnels, quant à eux, ont été conçus pour être beaucoup plus difficiles afin de satisfaire les joueurs les plus expérimentés.
Astro Bot n'est pas jouable avec le PlayStation VR2, malgré le fait que les précédents jeux de Team Asobi mettant en vedette Astro (tels que Astro Bot Rescue Mission et The Playroom VR) nécessitaient l'utilisation du PlayStation VR pour être joués. Doucet a déclaré que Team Asobi n'avait jamais envisagé de développer un jeu PlayStation VR2 après avoir terminé Astro's Playroom, choisissant plutôt de développer une version à plus grande échelle de la démo technique, en supposant qu'elle soit suffisamment bien accueillie par le grand public. Il a reconnu que, bien qu'il existe des jeux jouables à la fois en VR et non VR, cette philosophie de conception ne pouvait pas fonctionner pour un jeu Astro Bot, affirmant que « pour un jeu comme Astro, si vous deviez créer une version VR, elle doit être entièrement conçue pour ce support. Et si ce n'est pas une version VR, elle doit être entièrement conçue pour ce support. ».

### Fonctionnalités DualSense
Astro Bot implémente de nombreuses fonctionnalités du contrôleur DualSense dans le gameplay, en particulier le retour haptique et les déclencheurs adaptatifs. Afin de tirer le meilleur parti des fonctionnalités du DualSense, Team Asobi a formé un petit groupe uniquement dédié à ce travail. Nicolas Doucet, cite quelques exemples de ces fonctionnalités, notamment l'utilisation de gâchettes adaptatives pour simuler l'extraction d'eau d'une éponge en modifiant son niveau de résistance et l'utilisation du retour haptique pour ressentir certaines irrégularités sur une surface afin de découvrir un secret caché. De nombreuses fonctionnalités sont d'abord développées de manière isolée avant que les meilleures ne soient intégrées au jeu principal (la capacité éponge mentionnée ci-dessus en étant un exemple).
Chacune des capacités d'Astro utilise également largement les fonctionnalités du DualSense. Doucet mentionne qu'en raison de l'accent plus fort mis sur la plateforme pendant le développement, les mécanismes de jeu liés au pavé tactile ont été beaucoup moins utilisés fréquemment. La raison en est, comme l'a expliqué Doucet, que l'utilisation du pavé tactile oblige le joueur à éloigner ses doigts du bouton de saut, ce qui rend le jeu plus inconfortable à jouer.

### Musique
Kenneth Young, ayant précédemment composé la musique d'Astro Bot Rescue Mission et d'Astro's Playroom, est revenu composer la bande originale d'Astro Bot. Ce fut confirmé via son compte Twitter.

## Marketing et sortie
Astro Bot a été annoncé le 30 mai 2024, lors de la présentation en direct du State of Play de Sony. La sortie du jeu est prévue exclusivement pour la PlayStation 5 le 6 septembre 2024,.
Trois versions du jeu sont disponibles en précommande, l'éditions numérique standard, numérique deluxe et physique. Chacune de ces versions est également accompagnée de récompenses pour la précommande du jeu. La version standard numérique comprend une tenue de jeu pour Astro ressemblant au personnage PaRappa the Rapper, un skin graffiti Dual Speeder mettant en vedette une variété de robots VIP différents et deux avatars PlayStation Network différents (l'un mettant en vedette Astro et l'autre étant un robot VIP faisant référence à Parappa). La version numérique deluxe, en plus de contenir toutes les récompenses de la version numérique standard, ajoute deux tenues (l'une étant une tenue dorée et l'autre faisant référence au chasseur Yharnam de Bloodborne), deux skins de contrôleur (l'un appelé « Neon Dream » et l'autre « Champion's Gold »), 10 avatars PlayStation Network (présentant plus de rendus d'Astro et de divers robots VIP) et un code de téléchargement pour la bande-son officielle et la galerie d'art numérique.
Des kiosques présentant une démo jouable d'Astro Bot étaient présents au Summer Game Fest et à l'EVO,. Ces démos mettaient en évidence cinq niveaux différents, dont deux étaient des niveaux de plateforme (nommés Sky Garden et Construction Derby, ce dernier faisant référence au jeu vidéo Destruction Derby), le suivant étant un combat de boss contre une pieuvre utilisant la capacité Twin-Frog Gloves, et deux autre étant les niveaux de défi plus courts et plus difficiles (nommés Swinging Senteries et Slowdown Showdown, tous deux également inspirés de différents symboles PlayStation),,. Astro Bot était par ailleurs l'un des jeux présentés à la ChinaJoy, où, en plus des kiosques de démonstration présents, des parties de la démo jouable étaient diffusées en direct sur le site Web Weibo,.
Une manette DualSense inspiré du Dual Speeder a été annoncé le 29 juillet 2024. Les précommandes ont commencé le 9 août et la manette est sortie à la même date que le jeu.

## Accueil

### Réception critique
Astro Bot reçoit un accueil extrêmement favorable de la presse, avec une note de 94% sur l'agrégateur Metacritic et de 95% sur son concurrent OpenCritic.

### Distinctions
Le jeu remporte notamment en 2024 les Game Awards du jeu de l'année, ainsi que les prix de la meilleure réalisation, du meilleur jeu d'action-aventure et du meilleur jeu familial. En février 2025, il remporte cinq récompenses aux DICE Awards : outre le prix de jeu de l'année, il est distingué dans les catégories du meilleur jeu familial, de la meilleure animation, de la meilleure technologie, et du meilleur game design.